# Halosydna nesiotes
Halosydna nesiotes är en ringmaskart som först beskrevs av Chamberlin 1919.  Halosydna nesiotes ingår i släktet Halosydna och familjen Polynoidae. Inga underarter finns listade i Catalogue of Life.